# Stephanie Vetter
Johanna Maria Stephanie Claes-Vetter, née à Zutphen le 25 février 1884 et morte à Ixelles le 9 octobre 1974 , est une romancière belge d'origine et d'expression néerlandaise.

## Biographie
Issue d'une famille bourgeoise catholique douée pour les arts, elle fut rédactrice en chef du magazine féminin catholique De Lelie (Le Lys, 1909-1914).  Lors du congrès marial de 1910 à l'abbaye d'Averbode, Stephanie Vetter fit la connaissance de l'écrivain flamand Ernest Claes, avec qui elle se maria en 1912.  Avant de s'installer à Ixelles, le couple vécut à Uccle.
Le premier roman de Vetter, publié en 1915, fut suivi d'un magnifique recueil de nouvelles en 1927.
En Flandre, où le langage narratif, le style et le traitement romanesque souffraient souvent de lourdeur, son œuvre fut une révélation, et elle introduisit une fraîcheur et une imagination plus délicates et particulièrement néerlandaises dans la littérature belge.
Elle mourut dans un oubli quasi complet.

## Œuvre
Ses romans traitent principalement de la psyché féminine, en particulier des problèmes conjugaux, comme dans Martine, een ontgoocheling (Martine, une déception, 1954).  De préférence, elle place ses personnages dans la bourgeoisie bruxelloise.  Ses œuvres appartiennent au genre du roman de mœurs.
Ernest Claes, son mari, l'a caractérisée ainsi : « Elle connaît le cœur des femmes jusque dans les recoins les plus cachés. »
Bien qu'on l'ait souvent considérée comme une défenseuse de l'émancipation féminine en Flandre, l'image que l'écrivaine donne de la femme dans ses romans peut difficilement passer pour émancipée.
À mesure que Vetter vieillit et que le roman expérimental gagne du terrain en Flandre, l'estime pour son œuvre décroît.  Son style redondant et son éthique chrétienne masquent son talent réel aux nouveaux lecteurs et éditeurs.

## Ressources

### Œuvre
- (nl) Eer de mail sluit (Avant que la poste soit fermée, 1915)
- (nl) Vroeg schemer (Crépuscule précoce, 1924)
- (nl) Verholen krachten (Forces cachées, 1927)
- (nl) Stil leven (Vie tranquille, 1928)
- (nl) Miete (Miete, 1932)
- (nl) Als de dagen lengen (Lorsque les jours rallongent, 1941)
- (nl) Haar eigen weg (Sa façon, 1944)
- (nl) Vrouwen zonder betekenis (Femmes sans importance, 1952)
- (nl) Martine (Martine, 1954)
- (nl) Angst (Angoisse, 1960)